# Gnaphalopoda opacina
Gnaphalopoda opacina är en skalbaggsart som beskrevs av Fauvel 1903. Gnaphalopoda opacina ingår i släktet Gnaphalopoda och familjen Melolonthidae. Inga underarter finns listade i Catalogue of Life.